# Pavle Predragović
Pavle Predragović (Srbobran, 10. mart 1884 — 1928) bio je srpski slikar. Skoro je nepoznat današnjoj likovnoj javnosti. 

## Biografija
Njegovi roditelji Milan Predragović, rodom iz Bečeja i majka Nerandža, rođena Strahinjić, imali su devetoro dece od kojih su šestoro doživeli zrele godine: Pavle, Darinka, Julijana, Persida, Bosiljka i Milica. U Srbobranu gde je Milan Predragović jedno vreme radio kao bankarski činovnik, rođeni su samo Pavle i Darinka. Kada je Pavle imao nešto više od godinu dana, porodica se preselila u Beograd. U Beogradu je Pavle sa roditeljima prvobitno stanovao na Dorćolu, u ulici Strahinjića Bana, a zatim dugo u blizini Savinca u Nevesinjskoj ulici.
Osnovnu školu i četiri razreda gimnazije Pavle Predragović je završio u Beogradu, a zatim se upisao u Umetničko-zanatsku školu kod Bete i Riste Vukanović. U Umetničko-zanatskoj školi, po sećanju Pavlove sestre Julijane, Pavlu je predavao i Marko Murat. Predragović je nepune dve godine pohađao nastavu u Umetničko-zanatskoj školi.
Prvi svetski rat menja planove i želje Pavla Predragovića. Tridesetogodišnji slikar, kao i mnogi njegovi vršnjaci i kolege, odlazi u rat. U borbi kod Valjeva, Pavle je teško ranjen i zarobljen na bojnom polju. Do kraja rata kao ratni zarobljenik proveo je u Ašahu, logoru u Austriji. Posle rata Predragović se vratio u Beograd.
Od 1919. godine Predragović intenzivno slika. Nešto kasnije Pavle se ogleda i kao vajar radeći na dekorativnoj plastici. Sa Draganom Arambašićem i Šikoparijom izvodi skulpture za zgradu na uglu Nemanjine i Miloša Velikog ulice, bivšem Ministarstvu šuma i ruda. Predragović se bavio i muzikom.
Ukupno je evidentirano oko osamdeset Predragovićevih slika i crteža, a od tog broja više od polovine su slike rađene u tehnici ulja, dok su ostale akvareli i crteži kredom i olovkom. Njegova slikarska zaostavština nalazi se uglavnom kod porodice i beogradskih kolekcionara, a samo šest slika je u muzejima i to četiri u Narodnom muzeju u Beogradu i dve u Narodnom muzeju u Smederevskoj Palanci. Prikupljene slike našle su se pred javnošću prvi put 1975. godine na izložbi priređenoj u galeriji "Dušan Vlajić" u Skadarliji. Tada izložene slike, kao i mnoge druge viđene u privatnim posedima, nametnule su potrebu da se o ličnosti i delu Pavla Predragovića sazna nešto više, da se autor i delo otmu od zaborava. 
Pavle Predragović je istrošenog zdravlja umro u Beogradu 1928. godine.